# Kuchnia meksykańska

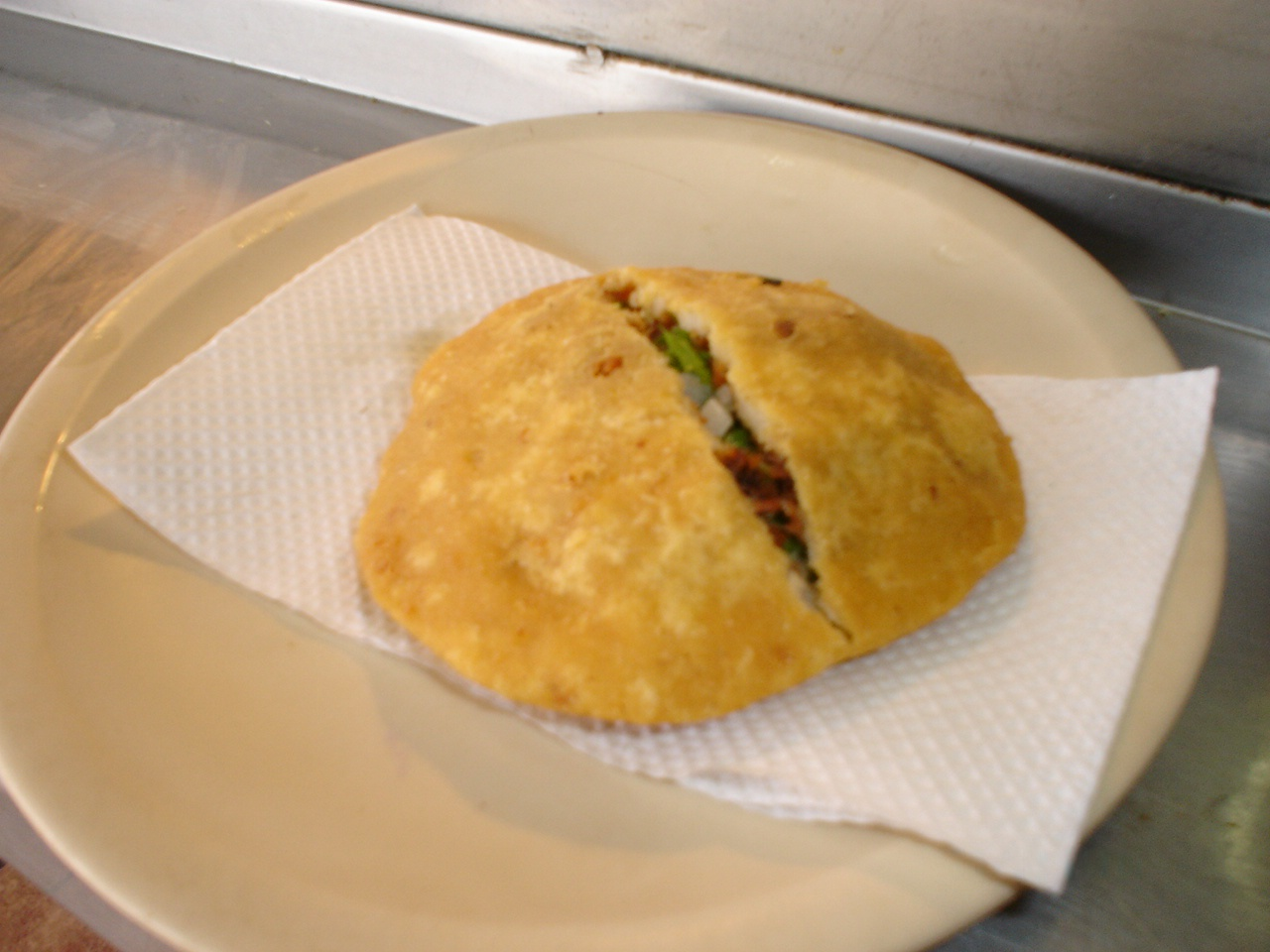
Gordita

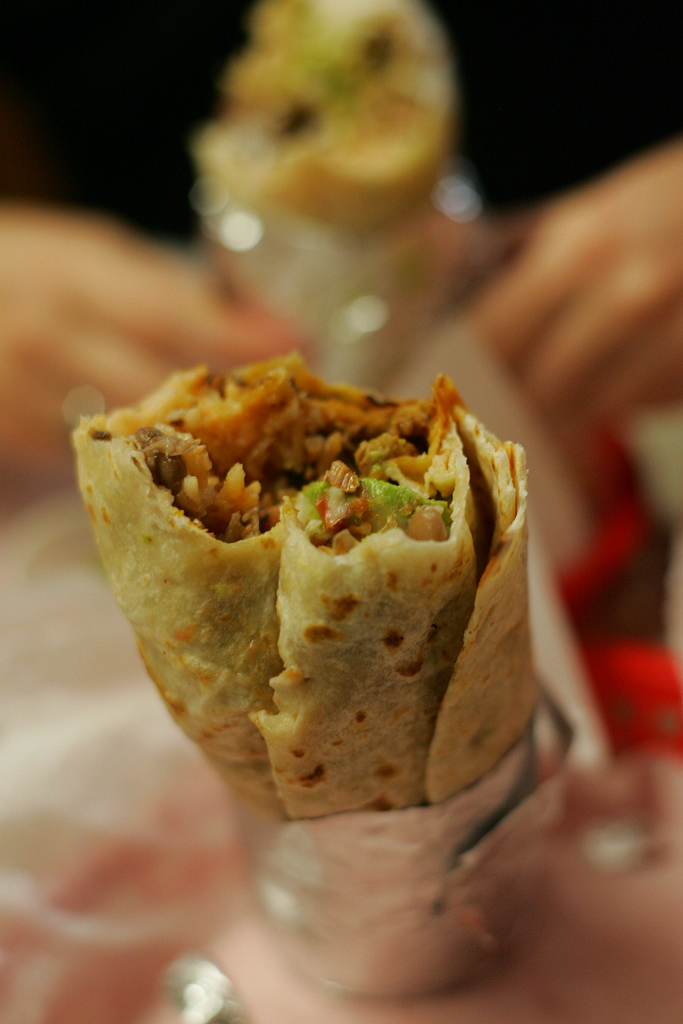
Burrito. Mimo że korzenie ma w Meksyku, to jest to raczej potrawa przygraniczna meksykańsko-amerykańska, zwłaszcza w Teksasie

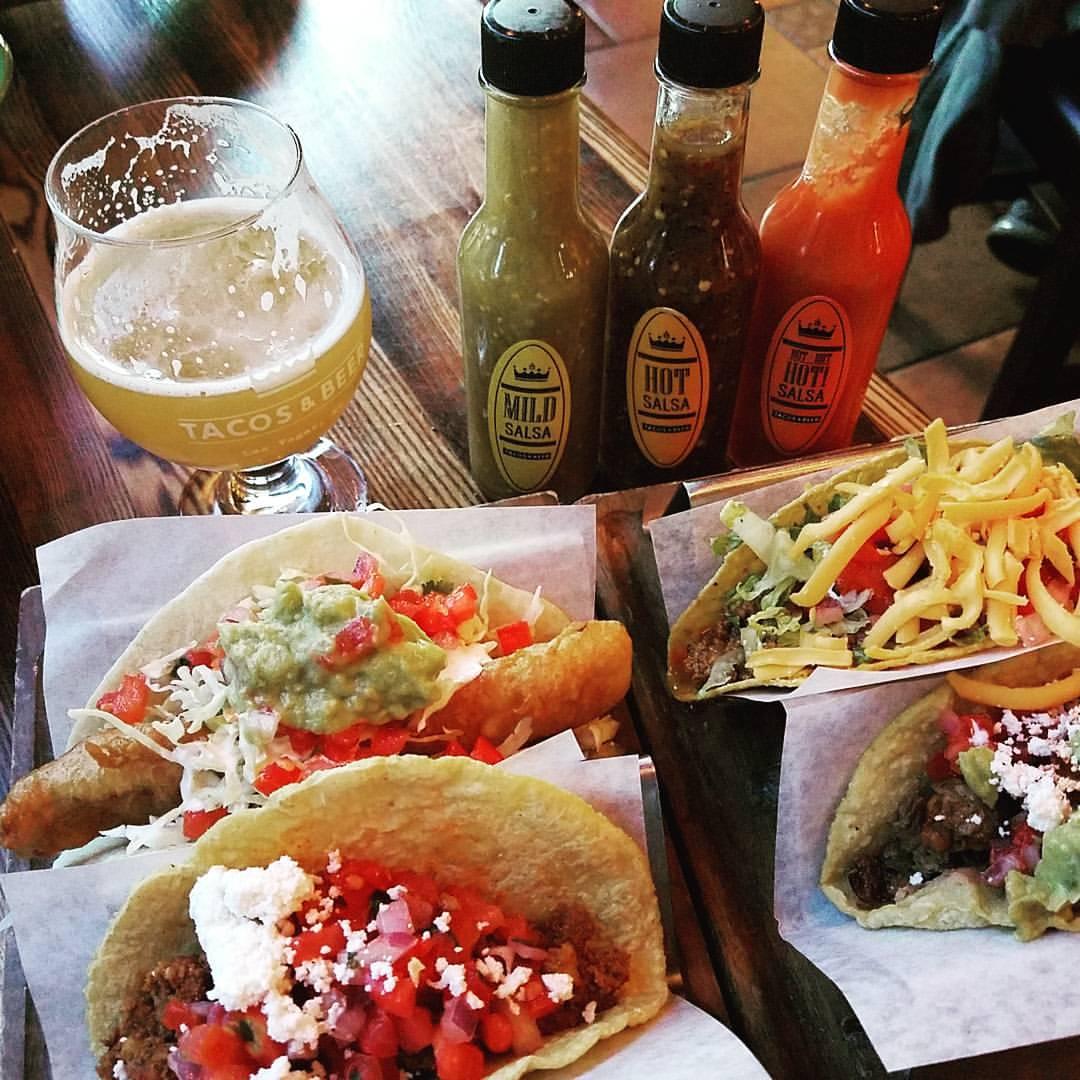
Tacos z pikantnymi sosami

Kuchnia meksykańska – sztuka kulinarna Meksyku i okolic, łącząca tradycje tubylczych Indian i wpływów konkwistadorów. Opiera się głównie na kukurydzy i roślinach strączkowych (około 20 różnych gatunków fasoli) i różnych odmianach papryki chili.
Kuchnię meksykańską dzieli się ze względu na jej zróżnicowanie regionalne, tj. północną, zachodnią, znad Zatoki, a także z terenów centralnych, gdzie wyróżnia się kuchnię z Bajio, z Aguascalientes, michoacańską oraz kuchnię z Tlaxcali.

## Czasy przedhiszpańskie
W czasach przedhiszpańskich w Meksyku nie hodowano zwierząt, z wyjątkiem indyków, nie znano także narzędzi metalowych oraz koła. Prace związane z rolnictwem były wykonywane przy użyciu rąk, a do uprawy ziemi używano tzw. coa, czyli drewnianego kija. Problem braku ziemi nadającej się pod uprawę w Tenochtitlán rozwiązywano za pomocą budowy pływających ogrodów (zwanych chinampas), dzięki którym można było uzyskiwać plony aż kilka razy w ciągu roku. Na nich uprawiano różnego rodzaju warzywa, kukurydzę, kwiaty.
Najpopularniejszymi spożywanymi przez Meksykanów roślinami były kukurydza, fasola, huautli, chia, nopal, chili, pomidory (odmiana zielona i czerwona), dynie, bataty, chayote, chilacayote, huauzontle, quelite, xicamatl, portulakę, romeritos, awokado, capulin, chirimoyę żółtą, chicozapote, tzw. „chiński granat”, guanabana, guajawa, mamey, pitaya, papaja, głóg, zapote (czarne oraz żółte), kakao, słonecznik, orzeszki ziemne, wanilia.
W czasach przedhiszpańskich najpopularniejszymi zwierzętami, których mięso było spożywane przez mieszkańców Mezoameryki, był indyk oraz specjalnie do tego celu hodowany pies. Nie hodowano wówczas znanych na kontynencie europejskim dużych zwierząt. Mięso udomowionego w Meksyku indyka stanowiło jedyny rodzaj drobiu Mezoameryki.
W mieście Mexico, czyli Tenochtitlánie, żywiono się sprowadzanymi znad oceanów rybami oraz wszelkiego rodzaju skorupiakami. Ponadto Meksykanie spożywali wodne zwierzęta, do których zaliczyć można żaby, kijanki, rybki, słodkowodne krewetki, larwy, pędraki, kweior aztecki, muszki wodne.
W czasach przedhiszpańskich na terenie Mezoameryki nie stosowano oliwy ani tłuszczu. Żywność przygotowywano na parze, gotowano w wodzie, bądź też pieczono.

## Czasy kolonizacji
W trudnych chwilach w trakcie kolonizacji Ameryki, kolonizatorzy hiszpańscy mieli możliwość kosztowania potraw kuchni meksykańskiej. Wiele produktów typowych dla regionu Mezoameryki zostało docenionych przez Hiszpanów (kakao, chili, pomidory, awokado, wanilia, kukurydza, pestki i owoce dyni). Pomimo otwartego uznania dla tychże produktów, nie przestano tęsknić za pochodzącymi z Europy owocami, warzywami, mięsem, chlebem, winem, kiełbasami, serami czy też słodyczami. Podejmowano zatem działania mające na celu udomowienie i spopularyzowanie popularnych w Europie składników na ziemie Amerykańskie. Na umiarkowanych oraz chłodnych obszarach centralnego Meksyku uprawiano pszenicę, ponadto sadzono żyto, owies, jęczmień oraz ryż, stopniowo przyczyniając się do zrewolucjonizowania mezoamerykańskiego rolnictwa. Do kuchni meksykańskiej wkradły się także cytrusy, trzcina cukrowa, cebula, czosnek, pory, brukiew, buraki, marchew, ogórki, bakłażany, sałata, cykoria, botwina, szpinak, groch, kapusta, soczewica, bób, rzeżucha, ogórecznik, szczaw, mięta, pietruszka, kolendra, bazylia, rozmaryn, rumianek, oregano, tymianek, szafran, kminek, goździki, imbir, gorczyca, sezam, anyż, orzechy włoskie i laskowe, migdały, arbuzy, melony, gruszki, jabłka, figi, morele, jeżyny, pigwy, granaty, daktyle, morwy, drzewa oliwne, winorośl, mango, banany, tamarynda. Ponadto do Ameryki zaczęto sprowadzać z Europy bydło, którego hodowla coraz bardziej się rozpowszechniała.
Spotkanie Indian z Hiszpanami miało duży wpływ na ich tradycje kulinarne. W przeciwieństwie do dramatycznych skutków kolonizacji, obie wrażliwości sztuk kulinarnych stworzyły uzupełniające się połączenie przeciwstawnych, kontrastujących smaków (kwaśne – ostre). To połączenie doprowadziło do powstania kuchni meksykańskiej, dla której charakterystyczne stały się nowe techniki przygotowywania potraw, opiekania, smażenia. Znane do czasów potrawy kuchni przed – hiszpańskiej zostały wzbogacone o nowe składniki hiszpańskie tj. ser, mleko, masło, różnego rodzaju mięsa, kiełbasy, oliwę, cukier, mąkę pszenną. Meksykańskie tortille w połączeniu z kiełbasą, mięsem lub serem stały się popularnymi współcześnie przekąskami tj. enchiladas, tacos, quesadillas, sopes itd.
W roku 1535 do Nowej Hiszpanii przybył Antonio de Mendoza, piastujący funkcję pierwszego wicekróla. Wraz z nim przybył dwór: kobiety, kucharze itd. Sprawami przygotowywania posiłków zajmowały się Indianki, Metyski, a także Mulatki, które w przyrządzanych przez siebie daniach łączyły składniki meksykańskie z hiszpańskimi. W ten sposób potrawy z mięsa i jarzyn były wzbogacane o kukurydzę, do kiełbas dodawano chili, do ryżu pomidory, a desery przyprawiano wanilią i popularnymi owocami. W ten sam sposób urozmaicano dania indiańskie, dodając do nich hiszpańskich składników. Powstawały pierwsze metyskie potrawy (m.in. tacos), które serwowane na targowiskach miały zaspokoić zróżnicowaną klientelę tj. Indian, Hiszpanów, Metysów oraz Mulatów.
Dzięki budowie portu w Acapulco w 1532 roku, możliwe było utrzymywanie handlu m.in. z Chinami. Do portu sprowadzano towary orientalne, skąd trafiały do pozostałych części Meksyku.

## Wpływy kuchni meksykańskiej
W kuchni meksykańskiej widać wpływy innych kuchni świata, tj. francuskiej, włoskiej, chińskiej, austro-węgierskiej, tureckiej, libańskiej, filipińskiej oraz afrykańskiej. Wpływów kuchni meksykańskiej również można doszukiwać się w kuchniach na całym świecie. Wiele produktów pochodzenia meksykańskiego (kukurydza, fasola, awokado, dynia, gujawa, pinia, indyk) stanowi bowiem jeden z ich ważnych składników.

## Związek z religią
Aby zrozumieć związki Mezoamerykanów z gastronomią, ważne jest zapoznanie się z ich wierzeniami. Wszystko, zarówno ludzie, stworzenia, ciała natury oraz ciała niebieskie istnieją dzięki bogom. Bogowie, aby trwać i umożliwiać życie innym stworzeniom, sami musieli się odżywiać, dlatego pojęcie pożywienia także należy do religijnych. Religia rządziła wieloma czynnościami związanymi z poszczególnymi produktami i pokarmem (uprawa, polowanie, handel produktami, przygotowywanie posiłków oraz ich spożywanie itd.).

## Rośliny Mezoameryki
Kukurydza – podstawowy składnik potraw meksykańskich. Proces udomowienia kukurydzy na terenie Meksyku był zjawiskiem rozproszonym geograficznie. Obecnie w Meksyku znanych jest kilka odmian kukurydzy tj. biała, żółta, czerwona, błękitna, czarna oraz kolorowa. Kukurydza stanowi ważny element mitologii Mezoameryki. Według podań Majów, człowiek został przez swych bogów uformowany z połączenia własnej krwi oraz masy kukurydzianej. Kukurydza miała pierwiastek boski. Była czczona w postaci bóstw: Centeotla (boga będącego uosobieniem kolby kukurydzianej).
Cykle życiowe zarówno człowieka jak też kukurydzy ściśle wiążą się z cyklami dnia i nocy, a także poszczególnych pór roku. Kukurydzy przypisywano szereg ludzkich uczuć. Mogła być m.in. ogarnięta strachem w trakcie gotowania, kiedy traktowano ją w nieodpowiedni sposób bądź została upuszczona na ziemię miała prawo się obrażać. Zarówno człowiek jak też kukurydza charakteryzują się podobną naturą, a ich losy są do siebie bardzo zbliżone. Człowiek i kukurydza odradzają się w postaci kolejnych pokoleń, są od siebie zależne – kukurydza, by się odrodzić wymaga obecności człowieka, natomiast człowiek potrzebuje kukurydzy, by mieć możliwość trwania.
Człowiek został uformowany z masy kukurydzianej, wykonanej na podstawie przepisu bogini Chicomecoatl. Tegoż przepisu używa się w procesie wyrabiania tortilli kukurydzianych. Wspomniana masa nosi nazwę nixtamal, a jej przygotowanie polega na namoczeniu w ciepłej wodzie z dodatkiem wapna, suchych ziaren kukurydzy. Z masy tej można przyrządzić charakterystyczne dla kuchni meksykańskiej tortille (uznawane za chleb mieszkańców Meksyku), atole (napój z dodatkiem miodu bądź soli lub chili), tamales (gotowane metodą na parze, nadziewane kukurydziane kulki), tlacoyos (masa nadziewana różnymi składnikami). W trakcie podróży żywiono się suchymi, kukurydzianymi przekąskami, które w trudnych, gorących warunkach geograficznych nie psuły się. Owymi przekąskami były tzw. pinole oraz totopos (tzw. Nachos).
Huautli – amarant – obecnie noszący w Meksyku nazwę alegria, w przeszłości stanowił jedno z najpopularniejszych ziaren spożywanych przez mieszkańców Mezoameryki. Huautli zawiera dużą ilość węglowodanów oraz białka. Ponadto charakteryzuje się znaczną odpornością na niekorzystne, zmienne warunki klimatyczne tj. susze bądź przymrozki. Pomimo występujących trudności w przystosowaniu się do klimatu Mezoameryki oraz powodowaniu niekorzystnych, zdrowotnych skutków ubocznych (np. mdłości), dzięki swemu rozpowszechnieniu na terenach środkowego Meksyku, stanowił nieraz ratunek w okresach głodu.
Fasola – w Meksyku rozróżnia się około 20 gatunków fasoli. Wraz z kukurydzą oraz chili, fasola stanowi podstawowy składnik kuchni meksykańskiej. Współcześnie, po ugotowaniu i zmieleniu, fasola spożywana jest w postaci pasty, którą nadziewa się tortille, tlacoyos i tamales, bądź też po ugotowaniu, serwowaną z dodatkiem zioła o nazwie epazote.
Chia – jednoroczna roślina, wykorzystywana do wyrobu atole, pinole oraz nugatu. Nasiona chia często wykorzystywano do wyrobu ciast, bądź też przyrządzania popularnego w Meksyku napoju.
Nopal – rodzaj kaktusa, którego pączki po ugotowaniu dodaje się m.in. do zup i sałatek.
Chili – uznawane za królową przypraw meksykańskich. W czasach przed – hiszpańskich chili było dodawane m.in. do czekolady, wielu potraw (atoles, tlacoyos, tomales, sałatek, zup), przekąsek, owoców, napojów. Nie wyobrażano sobie wielu dań bez dodatku chili, natomiast ci, którzy przez pewien czas potrafili zachować wstrzemięźliwość w jego spożyciu, uznawani byli za świętych. Można wymienić około 90 gatunków tej przyprawy, różniących się pomiędzy sobą kolorem, kształtem, wielkością, intensywnością smaku.
Bataty – bulwy o wyglądzie zbliżonym do ziemniaków, których skóra posiada barwę żółtą, różową bądź też fioletową. Bataty, ze względu na sporą zawartość węglowodanów, stanowiły ważny element diety Meksykanów. Bulwy te cieszyły się dużą popularnością i przyrządzano je na wiele sposobów.
Maguey – meksykańska roślina, wykorzystywana do wyrobu znanego w Meksyku napoju o nazwie pulque. Z wnętrza maguey wydobywa się słodki sok, z którego po zagotowaniu powstaje syrop, natomiast po przejściu procesu fermentacji – pulque. Wspomniany proces fermentacji prowadzi do wytworzenia określonych ilości alkoholu, uważanego przez Azteków za dar od bogów.

## Kakao
Majowie: według danych archeologicznych, już w III w. p.n.e. kakao było obecne w rolnictwie na terenie tropikalnych regionów zamieszkiwanych przez Majów. Głównymi obszarami upraw tej rośliny to południowy stan Chiapas w Meksyku, stan Tabasco, a także południowe obszary Gwatemalii i Salwadoru. Kakaowiec jest rośliną bardzo wymagającą i wrażliwą na wszelkie zmiany temperatury. Z tego względu, uprawy kakaowców możliwe były na stosunkowo niewielkim i ograniczonym obszarze. Już od samego początku, kakao było zaliczane do tzw. produktów ekskluzywnych, zarezerwowanych dla elit i bogatej warstwy społeczeństwa. Za odpowiednią ilość kakao (pełniącego funkcję środka płatniczego) można było prowadzić wymianę handlową, kupić piękne tkaniny lub niewolnika. Kakao miało wpływ na rozwój handlu na terenie Mezoameryki, a także przyczyniło się do rozwoju astronomii i arytmetyki. Samo słowo kakao najprawdopodobniej wywodzi się z języka Majów (kakau). To właśnie Majowie po raz pierwszy sporządzili napój, któremu nadali nazwę chakau haa. Przyglądając się obrzędom majańskim, kakao zajmowało w nich istotne miejsce. Procesom sadzenia i zbiorów kakao towarzyszyło wiele ceremonii o charakterze rytualnym. Kakao było wykorzystywane na wiele sposobów w trakcie najważniejszych wydarzeń życia mieszkańców Mezoameryki.
Aztecy: po upadku ośrodków Majów, ludy nahuatl (Aztecy, Toltecy) rozprzestrzenili swoje wpływy na tereny niegdyś zajmowane przez Majów. Wtedy też majańska nazwa kakau została przekształcona w tzw. cacahuatl. Popularny napój został przez Azteków nazwany xocolatl, kolejno przyjmując hiszpańską nazwę chocolate (czekolada). Aztecy zazwyczaj spożywali kakao w postaci letniej bądź na ciepło, które przyprawiano wanilią, chili, słodzono miodem, a także barwili przy użyciu achiote. W celu zagęszczenia dodawano popularnego atole. Taki napój serwowano w eleganckich rzeźbionych i malowanych naczyniach, które stawiano na specjalnych krążkach ze skóry jelenia bądź jaguara. Owe naczynia przykrywano bogato zdobionymi przykrywami, a całości dopełniały łyżki wykonane ze skorup żółwi. Tak przygotowaną czekoladę pito po posiłkach, zazwyczaj przed rozpoczęciem sjesty.

## Surowce i składniki
Podstawowym surowcem w przygotowaniu wielu potraw jest tzw. masa lub też masa nikstamalera, otrzymana z przemiału ziaren kukurydzy. Tradycyjnie, Indianie meksykańscy moczyli ziarna kukurydzy w ługu wypłukanym z popiołu drzewnego. Dzięki takiemu procesowi kilka ważnych aminokwasów, szczególnie niacyna (konieczna w zapobieganiu m.in. pelagrze) staje się łatwiej przyswajalnych. Kukurydza poddana takiej obróbce chemicznej ma więc większą wartość odżywczą i charakterystyczny smak, łatwo rozpoznawalny m.in. w plackach tortilla.
Wykorzystanie normalnej mąki kukurydzianej w przepisach na potrawy meksykańskie nie pozwoli więc na pełne odtworzenie charakterystycznych smaków tej kuchni.
Współcześnie tortille sporządza się na północy Meksyku z pszenicy (tortilla de harina), zaś na południu z kukurydzy (tortilla de masa).

## Znaczenie kulturowe
W 2010 roku tradycyjna kuchnia meksykańska jako pradawna, żywa kultura wspólnotowa została wpisana na listę niematerialnego dziedzictwa UNESCO.

## Typowe dania i składniki kuchni meksykańskiej
- burrito,
- carnitas,
- ceviche,
- chile relleno,
- chimichanga,
- enchiladas,
- gordita,
- guacamole,
- machaca,
- mole poblano,
- nachos,
- picadillo,
- quesadilla,
- salsa,
- taco,
- tortilla.

## Popularne napoje
- Sangria,
- Sangrita,
- Agua fresca,
- Garapina,
- Agua de orchiata,
- Agua de Jamaica,
- Margarita,
- Café de olla.